# Polygala khasiana
Polygala khasiana là một loài thực vật có hoa trong họ Polygalaceae. Loài này được Hassk. miêu tả khoa học đầu tiên năm 1863.